# Шульгин, Борис Владимирович
 Бори́с Влади́мирович Шульги́н  (12 сентября 1905, Казань — 1 ноября 1962, Киев) — советский военачальник танковых войск, в годы Великой Отечественной войны — командир 17-й гвардейской танковой бригады (1-й гвардейский танковый корпус, 65-я армия, 1-й Белорусский фронт). Герой Советского Союза (1945). Генерал-лейтенант танковых войск (1953).

## Молодость и довоенная служба
Родился 12 сентября 1905 года в Казани в семье рабочего. Окончил 2 класса церковно-приходской школы в Рязани в 1917 году, 8 классов вечерней школы № 8 при заводе № 40 в Казани в 1925 году. Работал электрообмотчиком на заводе.
В мае 1926 года призван в Красную Армию. В 1929 году окончил Московскую Объединённую военную школу имени ВЦИК. После её окончания служил в 164-м стрелковом полку 55-й стрелковой дивизии Московский военный округ: командир пулемётного взвода, с апреля 1931 — помощник командира пулемётной роты. с октября 1931 — командир пулемётной роты. В 1934 году был переведён в бронетанковые войска и направлен учиться на курсы усовершенствования командного состава бронетанковых и механизированных войск. После их окончания в январе 1935 года назначен командиром учебной роты 14-й механизированной бригады, в июне того же года назначен состоять для поручений при командире 5-й механизированной бригады. С мая 1936 года исполнял должность начальника штаба танкового батальона 14-й механизированной бригады, в январе 1937 года назначен состоять для поручений при командире 5-й механизированной бригады, но в апреле 1938 года возвращён на должность начальника штаба танкового батальона 14-й механизированной бригады.
Впрочем, служить на новой должности не пришлось, так как 15 апреля 1938 года старший лейтенант Б. В. Шульгин был арестован органами НКВД СССР по обвинению в совершении контрреволюционных преступлений. По иронии судьбы через 2 дня был подписан приказ наркома обороны СССР о присвоении ему очередного воинского звания «капитан». В тюрьме провёл несколько месяцев под следствием, с связи с прекращением дела в начале 1939 года освобождён.
В мае 1939 года назначен старшим адъютантом батальона 8-го отдельного автотранспортного полка, в январе 1940 года назначен командиром 249-го отдельного автотранспортного батальона. В марте 1940 года переведён в 14-ю танковую бригаду Киевского Особого военного округа, где назначен начальником штаба отдельного танкового батальона, а в июле 1940 года — командиром тяжелого танкового батальона в 14-й танковой дивизии Московского военного округа (Наро-Фоминск). С ноября 1940 года — начальник штаба 28-го танкового полка 14-й танковой дивизии.

## Великая Отечественная война
Участник Великой Отечественной войны с июля 1941 года, в составе дивизии воевал на Западном фронте. В сентябре 1941 года отозван с фронта и направлен в 3-е Саратовское бронетанковое училище: заместитель командира батальона курсантов, с ноября 1941 командир танкового батальона обеспечения училища. С июня 1942 года — начальник штаба 212-й танковой бригады на Западном фронте, с августа исполнял должность командира бригады. После переформирования бригады в 212-й танковый полк в октябре 1942 года назначен командиром этого полка. На этих постах участвовал в Сталинградской битве на Юго-Западном и Донском фронтах.
В феврале 1943 года подполковник Б. В. Шульгин назначен командиром 17-й гвардейской танковой бригады 1-го гвардейского танкового корпуса и во главе её сражался до самой Победы. Воевал на Брянском, 1-м Белорусском и 2-м Белорусском фронтах. Участвовал в Среднедонской и Миллерово-Ворошиловградской наступательных операциях, в Харьковской оборонительной операции, в Курской битве (Орловская операция), в Гомельско-Речицкой, Калинковичско-Мозырской, Белорусской, Восточно-Прусской, Восточно-Померанской и Берлинской наступательных операциях. Бригада под его командованием являлась одной из отличных частей корпуса, была удостоена почётного наименования «Орловская», награждена тремя орденами.
Командир 17-й гвардейской танковой бригады гвардии полковник Шульгин особо отличился в боях при освобождении Польши в ходе Сероцкой наступательной операции. Перейдя после крайне короткой подготовки в наступление 4 сентября 1944 года и прорвав оборону немцев на западном берегу реки Западный Буг в районе города Вышкув, бригада под командованием гвардии полковника Шульгина с боями прошла 35 километров, вышла к исходу того же дня на реку Нарев и во взаимодействии с другими частями корпуса захватила плацдарм, нанесла большие потери в живой силе и технике врага. Разгромила до 2-х батальонов пехоты, уничтожила 3 артиллерийские батареи, 6 танков и самоходных установок, 10 бронетранспортёров с пехотой, 2 склада с боеприпасами и другим инженерным имуществом. Бригада сыграла большую роль в захвате, удержании и расширении стратегически важного Сероцкого плацдарма.
Указом Президиума Верховного Совета СССР от 6 апреля 1945 года «за образцовое выполнение боевых заданий Командования на фронте борьбы с немецкими захватчиками и проявленные при этом отвагу и геройство» гвардии полковнику Шульгину Борису Владимировичу присвоено звание Героя Советского Союза с вручением ордена Ленина и медали «Золотая Звезда».
За годы войны был трижды ранен (15.07.1941, 15.10.1944, 28.04.1945).

## Послевоенное время
После войны продолжал службу в Советской Армии. С ноября 1945 года был заместителем командира 2-й гвардейской механизированной дивизии в 3-й ударной армии Группы советских оккупационных войск в Германии. С марта 1946 по ноябрь 1948 года командовал 18-й механизированной дивизией. В 1949 году окончил курсы усовершенствования командиров стрелковых дивизий при Военной академии имени М. В. Фрунзе. С февраля 1949 года — командир 19-й гвардейской механизированной дивизии. С марта 1951 — командир 73-го стрелкового корпуса в 3-й армии.
В 1954 году окончил Высшие академические курсы при Высшей военной академии имени К. Е. Ворошилова. С июля 1954 года служил помощником командующего — начальником отдела боевой подготовки Беломорского военного округа, с мая 1956 — первым заместителем командующего войсками Южно-Уральского военного округа. С июля 1957 года находился в зарубежной командировке в КНР, будучи военным советником начальника Главного управления инспекции и боевой подготовки Народно-освободительной армии Китая. С ноября 1958 года — заместитель командующего — начальник Управления боевой подготовки Киевского военного округа. С мая 1960 года генерал-лейтенант танковых войск Шульгин — в отставке. Жил в Киеве.
Умер 1 ноября 1962 года. Похоронен в Киеве на Байковом кладбище.

## Воинские звания
- Старший лейтенант (1936)
- Капитан (17.04.1938)
- Майор (2.04.1942)
- Подполковник (6.10.1942)
- Полковник (22.05.1943)
- Генерал-майор танковых войск (2.11.1944)
- Генерал-лейтенант танковых войск (3.08.1953)

## Награды
- Медаль «Золотая Звезда» Героя Советского Союза (06.04.1945)[4];
- три ордена Ленина (03.06.1944[5]; 06.04.1945; 19.11.1951);
- пять орденов Красного Знамени (30.01.1943[6]; 11.02.1943[7]; 16.05.1945[8]; 5.11.1946; 30.12.1956);
- орден Кутузова II степени (23.08.1944)[9];
- орден Отечественной войны I степени (7.09.1943)[10];
- орден Красной Звезды (3.11.1944, за выслугу лет);
- медаль «За оборону Сталинграда» (1942);
- медаль «За освобождение Варшавы» (1945);
- медаль «За взятие Кёнигсберга» (9.06.1945);
- другие медали СССР
- Орден «За воинскую доблесть» (Польша[11])
- Медаль «За Одру, Нису и Балтику» (Польша)

## Память
- В городе Орёл с 26 августа 1950 года в Завокзальном посёлке (Выгонка) одна из центральных улиц носит имя Б. В. Шульгина [12].